# Milky Way

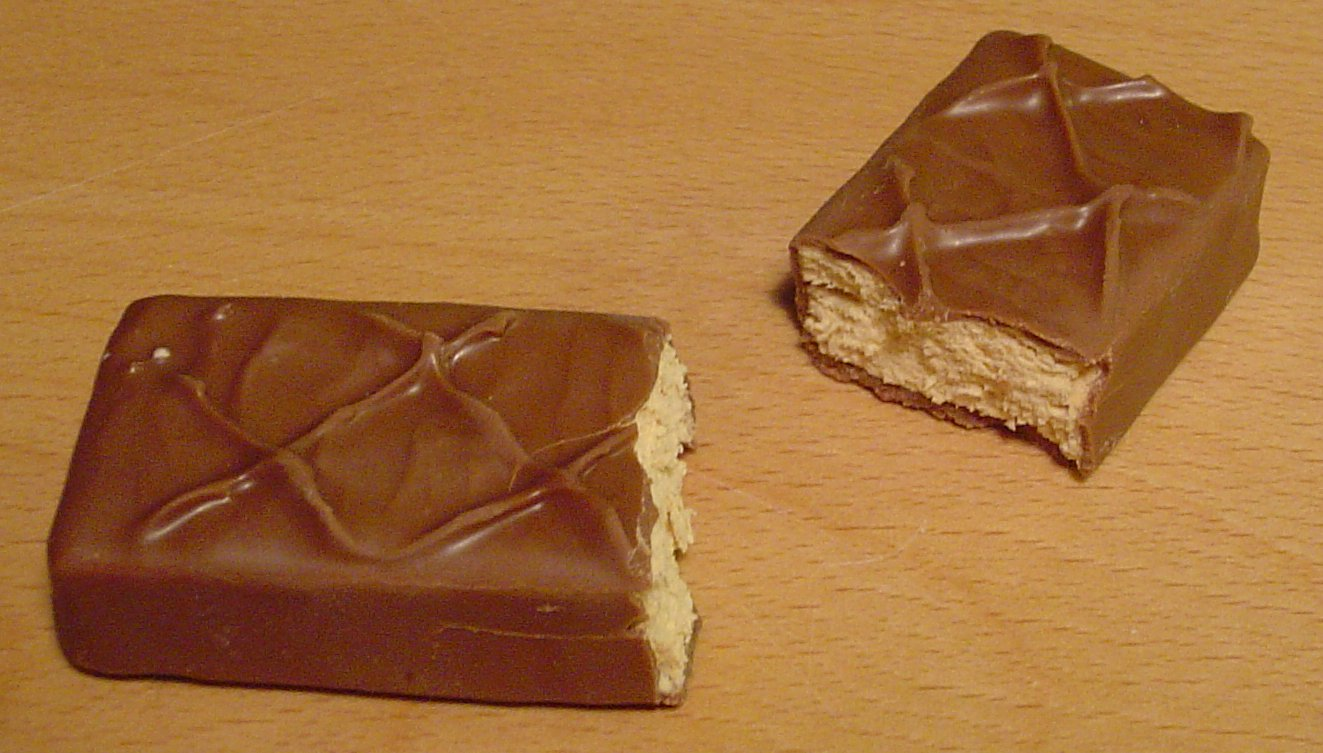
Europeisk Milky Way.

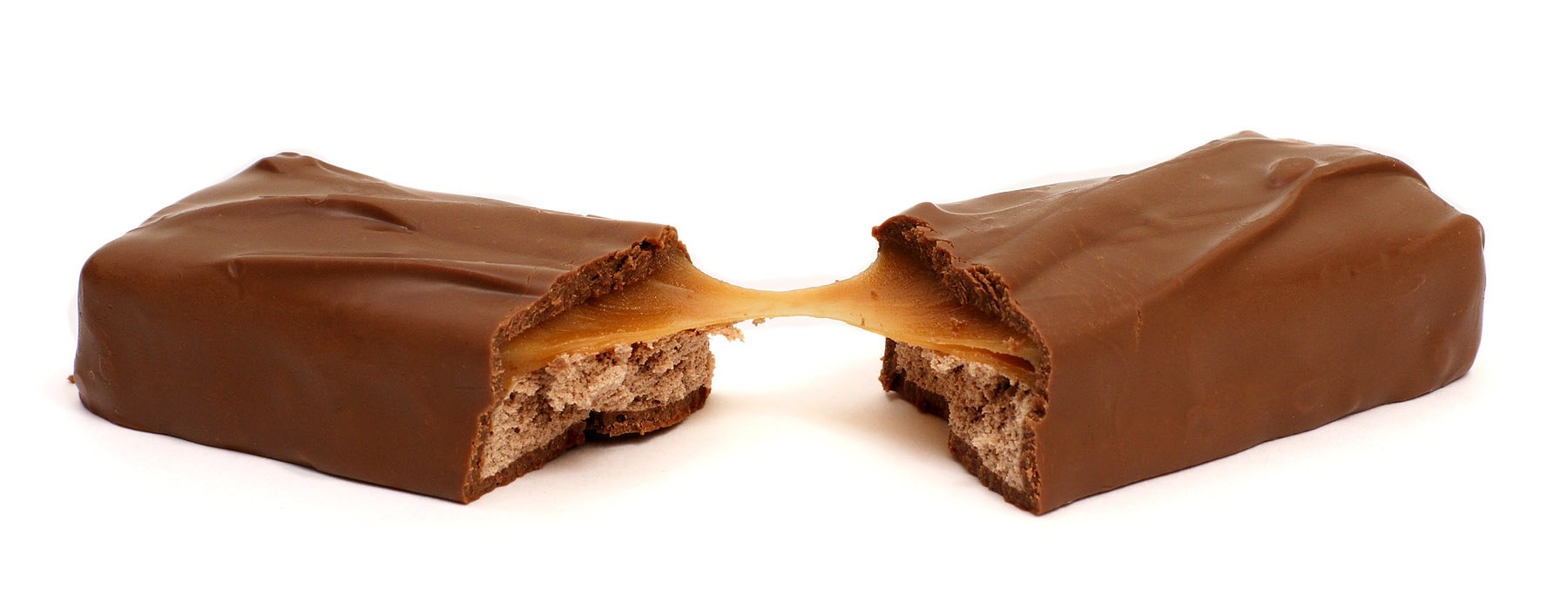
Amerikansk Milky Way.

Milky Way är en chokladbit som saluförs av Mars Incorporated konfektyrprodukter (även associerat med namnet Master Foods). 
Milky Way innehåller en fluffig nougatkräm omgiven av mjölkchoklad. 
Den amerikanska versionen av Milky Way lanserades år 1923 av Frank C. Mars. USA-versionen liknar inte den europeiska Milky Way, utan är ett slags vispad nougat med mjuk kola ovanpå, och mjölkchokladöverdrag, mer lik den produkt som kallas Mars i övriga världen. 
När Milky Way kom till Sverige 1978 gick den under namnet 3 Musketeers, men den bytte senare namn till Milky Way. (3 Musketeers finns idag kvar i USA med samma smak som dagens europeiska Milky Way).
Namnet Milky Way betyder Vintergatan på engelska och spann vidare på rymdtemat hos andra produkter från Mars, såsom Mars-chokladen och Galaxy.